# 1403
Пізнє Середньовіччя •  Відродження •  Реконкіста •  Ганза •  Столітня війна •  Велика схизма •  Монгольська імперія

## Геополітична ситуація
В османській державі триває період безвладдя і боротьби за владу між синами султана Баязида I Блискавичного. Імператором Візантії є Мануїл II Палеолог (до 1425), а королем Німеччини Рупрехт з родини Віттельсбахів. У Франції править Карл VI Божевільний (до 1422).
Апеннінський півострів розділений: північ належить Священній Римській імперії, середню частину займає Папська область, південь належить Неаполітанському королівству. Деякі міста півночі: Венеція, Піза, Генуя тощо, мають статус міст-республік. Триває боротьба гвельфів та гібелінів.
Майже весь Піренейський півострів займають християнські Кастилія і Леон, де править Енріке III (до 1406), Арагонське королівство, де править Мартін I Арагонський (до 1410), та Португалія, де королює Жуан I Великий (до 1433). Під владою маврів залишилися тільки землі на самому півдні.
Генріх IV є королем Англії (до 1413). У Кальмарській унії (Норвегії, Данії та Швеції) владу утримує Маргарита I Данська, офіційним королем є Ерік Померанський. В Угорщині править Сигізмунд I Люксембург (до 1437). Королем польсько-литовської держави є Владислав II Ягайло (до 1434). У Великому князівстві Литовському княжить Вітовт.
Частина руських земель перебуває під владою Золотої Орди. Галичина входить до складу Польщі. Волинь належить Великому князівству Литовському. У Києві княжить Андрій Іванович Гольшанський (до 1410). Московське князівство очолює Василь I.
Монгольська імперія займає більшу частину Азії, але вона розділена на окремі улуси. На заході євразійських степів править Золота Орда. У Семиріччі, Ірані, Месопотамії та Малій Азії владу утримує самарканський емір Тамерлан.
У Єгипті панують мамлюки, а Мариніди — у Магрибі. У Китаї править династії Мін. Значними державами Індостану є Делійський султанат, Бахмані, Віджаянагара. В Японії триває період Муроматі.
Цивілізація майя переживає посткласичний період. У долині Мехіко склалася цивілізація ацтеків. Почала зароджуватися цивілізація інків.

## Події
- Литовський князь Вітовт захопив Вязьму й Смоленськ.
- Візантія, скориставшись негараздами в османській державі (смерть Баязида I, боротьба за владу між його синами), захопила європейське узбережжя Мармурового моря та Салоніки.
- Антипапа Бенедикт XIII утік в Арагонське королівство, після того як арагонський король Мартін I зняв облогу Авіньйона французькими військами.
- Війська англійського короля Генріха IV завдали поразки повстанцям на чолі з Готспуром Персі в битві біля Шрусбері.
- Стефан Лазаревич переніс столицю Сербської деспотовини в Белград.
- Щоб запобігти поверненню чуми, Венеція запровадила сорокаденний термін (карантин) простою для кораблів, перш ніж вони могли увійти в місто.
- Китайський імператор Чжу Ді переніс столицю з Нанкіна до Пекіна. Він також розпорядився написати енциклопедичний твір, що отримав назву Енциклопедія Юнле. На річці Янцзи почалося спорудження великого морського флоту.
- У Самарканді почалося спорудження мавзолею Гур-Емір.